# Hemiteles obtectus
Hemiteles obtectus là một loài tò vò trong họ Ichneumonidae.